# Каллиник (Чернышёв)
Епи́скоп Каллини́к (в миру Константи́н Вале́рьевич Чернышёв; род. 22 июня 1977, Евпатория, Крымская область) — архиерей Русской православной церкви на покое, епископ Бахчисарайский, викарий Симферопольской епархии (2019—2024).
Тезоименитство — 23 августа (5 сентября) (память святителя Каллиника, патриарха Константинопольского).

## Биография
С 1984 по 1994 год учился в евпаторийской школе № 12. С 12 лет был пономарём в храме пророка Илии города Евпатории.
Окончил национальный Харьковский университет внутренних дел по специальности юрист и Южно-Украинский национальный университет имени Владимира Даля по специальности экономист.
Обучался в Одесской духовной семинарии и Ужгородской богословской академии имени Кирилла и Мефодия. Имеет степень магистра богословия.
19 мая 2005 года был хиротонисан во диакона, а 23 июля 2006 года — в сан пресвитера митрополитом Симферопольским и Крымским Лазарем.
В 2008 году был пострижен в монашество с наречением имени в честь святителя Каллиника, патриарха Константинопольского.
В 2008 году назначен настоятелем храма Рождества Предтечи села Уютного.
24 ноября 2009 года решением Священного синода Украинской православной церкви назначен наместником новооткрытого мужского монастыря в честь святого апостола и евангелиста Луки в селе Лаки Бахчисарайского района Автономной республики Крым.
В 2010 году назначен благочинным Симферопольской и Крымской епархии по делам монастырей.
В 2012 году назначен духовником Таврической духовной семинарии (ТДС). Является классным руководителем 4-го класса ТДС.
В 2013 году возведён в сан архимандрита.
Во время аннексии Крыма, согласно данным сайта «Миротворец», «разместил склад оружия для „Самообороны Крыма“ на территории храма Святого пророка Иоанна Крестителя (с. Уютное), где является настоятелем». 3 мая 2014 года был удостоен грамоты «за активное участие и личное мужество» от руководства народного ополчения Республики Крым.
26 августа 2015 года назначен наместником Инкерманского Свято-Климентовского и Новоспасского монастырей.

### Архиерейство
29 января 2016 года решением Священного синода Украинской православной церкви избран епископом Бахчисарайским, викарием Симферопольской епархии.
22 сентября 2016 года в зале церковных соборов кафедрального соборного храма Христа Спасителя в Москве на собрании игуменов и игумений Русской православной церкви выступил с докладом на тему «Передача святогорских традиций через монастыри Крыма в XIV веке на Святую Русь».
7 декабря 2019 года в Киеве состоялось наречение во епископа Бахчисарайского, викария Симферопольской епархии.
8 декабря 2019 года в Николаевском кафедральном соборе города Нежина был хиротонисан во епископа. Хиротонию совершили митрополит Киевский и всея Украины Онуфрий (Березовский), митрополит Вышгородский и Чернобыльский Павел (Лебедь), митрополит Бориспольский и Броварской Антоний (Паканич), митрополит Херсонский и Таврический Иоанн (Сиопко), митрополит Черниговский и Новгород-Северский Амвросий (Поликопа), митрополит Почаевский Владимир (Мороз), митрополит Северодонецкий и Старобельский Никодим (Барановский), митрополит Нежинский и Прилукский Климент (Вечеря), архиепископ Шумский Иов (Смакоуз), архиепископ Городницкий Александр (Нестерчук), архиепископ Кременчугский и Лубенский Николай (Капустин), архиепископ Конотопский и Глуховский Роман (Кимович), архиепископ Фастовский Дамиан (Давыдов), епископ Дионисий (Константинов), епископ Барышевский Виктор (Коцаба), епископ Белогородский Сильвестр (Стойчев), епископ Дубенский Пимен (Воят), епископ Згуровский Амвросий (Вайнагий).
7 июня 2022 года на заседании Священного синода Русской православной церкви Симферопольская епархия была принята в непосредственное каноническое и административное подчинение Патриарху Московскому и всея Руси и Священному Синоду Русской Православной Церкви.
1 декабря 2022 года, на фоне вторжения России на Украину, был внесён в санкционный список Украины.
19 сентября 2023 года в Уральском государственном экономическом университете защитил диссертацию на соискание учёной степени кандидата экономических наук на тему «Формирование и развитие экономики региона в контексте духовно-нравственной парадигмы».
25 июля 2024 года решением Священного Синода РПЦ почислен на покой с проживанием в мужском монастыре в честь апостола и евангелиста Луки в селе Лаки под архипастырским наблюдением митрополита Симферопольского и Крымского Тихона (Шевкунова), который также стал временным управляющим данного монастыря.
11 июля 2025 года решением Высшего Общецерковного суда было вынесено церковно-административное наказание в виде запрета занимать церковные руководящие должности «до возмещения ущерба, нанесенного вследствие его деятельности обителям Симферопольской епархии ущерба». Патриарх Кирилл утвердил решение суда 16 июля 2025 года. Решением Священного Синода РПЦ 25 июля 2025 года епископу Каллинику определён местом пребывания Николо-Шартомский монастырь.

## Награды
Богослужебные:
- Набедренник (19 апреля 2009)
- Золотой наперсный крест (4 апреля 2010)
- Палица (12 апреля 2012)
- Сан архимандрита (10 апреля 2013)
- Право ношения второго наперсного креста (8 апреля 2015)

Церковные:
- Орден Святого Владимира III степени (10 апреля 2017). Вручён 27 апреля[15]
- Юбилейная медаль в честь 100-летия восстановления патриаршества в Русской православной церкви (1 декабря 2017)
- Орден Святого Владимира II степени (15 марта 2018)

источник